# Hewlett-Packard Israel
Hewlett-Packard Israel (en hebreu: היולט-פקארד ישראל) ofereix productes de maquinari, tecnologia, i serveis als consumidors, comerços, i a l'administració pública. La companyia ofereix solucions d'impressió imaginatives, maquinària, impressores, dispositius d'imatge digital com càmeres i escàners, solucions en matèria d'ordinadors personals, ordinadors portàtils i miniportàtils, estacions de treball, aparells electrònics i dispositius de connexió a la xarxa Internet. HP Israel va ser fundada en 1998, i te la seva seu a Ra'anana. HP Israel es una empresa filial de la companyia estatunidenca Hewlett-Packard.

## Cooperació amb les FDI
HP Israel ha subministrat serveis i tecnologia avançada a les Forces de Defensa d'Israel, entre aquests serveis cal esmentar l'administració de la infraestructura informàtica de l'Armada Israeliana. HP Israel, ha subministrat el sistema Basel al Ministeri de Defensa d'Israel, i s'ha fet càrrec del seu desenvolupament, instal·lació, i manteniment sobre el terreny. El sistema d'accés i control Basel és un sistema de sensors biomètrics, que ha estat dissenyat per controlar als ciutadans palestins, aquest sistema està instal·lat en els punts de control militars israelians, que es troben a la frontera amb la Franja de Gaza i en la Cisjordània ocupada. Aquest sistema ha estat finançat pel Govern Federal dels Estats Units, després de la signatura del memoràndum de la plantació Wye.
El 2011 el Ministeri de Defensa d'Israel va respondre a una pregunta que havia estat formulada per l'organització Who profits?, En relació al sistema Basel, confirmant que l'empresa filial HP Israel, va ser contractada pel ministeri de defensa israelià, per operar i mantenir en funcionament el sistema Basel. El Ministeri de Defensa d'Israel, va indicar que el sistema havia estat instal·lat en els següents punts de control que estaven ubicats al territori de la Cisjordània ocupada: Jericó, Betlem, Jenin, Nablús, Tulkarem, Hebron, Abu Dis, Tarkumia, i a l'encreuament de la porta d'Efraïm.
En 2014 el ministeri de defensa israelià, va respondre a una pregunta sobre la llibertat d'informació, la pregunta en qüestió, va ser realitzada per l'organització Who Profits?, El ministeri va declarar als mitjans de comunicació, que l'empresa HP Israel havia estat contractada per mantenir operatiu el sistema biomètric Basel, en els punts de control de la Cisjordània ocupada i en la Franja de Gaza, almenys fins ben entrat l'any 2015.